# Inabe
Inabe (Japans: いなべ市, Inabe-shi) is een stad in de prefectuur Mie in Japan. De oppervlakte van de stad is 219,58 km² en midden 2009 had de stad bijna 47.000 inwoners. De rivier Inabe stroomt door de stad.

## Geschiedenis
Inabe werd op 1 december 2003 een stad (shi) na samenvoeging van de gelijknamige gemeente (員弁町, Inabe-chō) met de gemeentes Taian (大安町, Taian-chō), Fujiwara (藤原町, Fujiwara-chō) en Hokusei (北勢町, Hokusei-chō).

## Economie
In Inabe zijn belangrijke vestigingen van Denso en Taiheiyo Cement (de grootste cementfabrikant van Japan).

## Verkeer
Yokkaichi ligt aan de Sangi-lijn en de Hokusei-lijn van de Sangi Spoorwegmaatschappij (三岐鉄道株式会社, Sangi Tetsudō).

Yokkaichi ligt aan de autowegen 306, 365 en 421.

## Aangrenzende steden
- Higashiōmi
- Kaizu
- Kuwana
- Ōgaki
- Yokkaichi

## Geboren in Inabe
- Ito Kiyoshi (伊藤 清, Itō Kiyoshi), wiskundige